# Tipula (Acutipula) tokionis
Tipula (Acutipula) tokionis is een tweevleugelige uit de familie langpootmuggen (Tipulidae). De soort komt voor in het Palearctisch gebied.